# Jean-Louis Foncine
Pour les articles homonymes, voir Foncine.
Jean-Louis Foncine est le nom de plume de Pierre Lamoureux, né le 27 mai 1912 à Homécourt et mort le 29 janvier 2005 à Paris. Cet auteur français de romans pour la jeunesse, connu également sous les pseudonymes de Charles Vaudémont, Henri Malans et Mik Fondal, a été le codirecteur avec Serge Dalens à partir de 1954 de la collection Signe de piste fondée en 1937 par Jacques Michel, alias Maurice de Lansaye. Jean-Louis Foncine comme Serge Dalens ont décidé d'être inhumés au petit cimetière de Malans (Haute-Saône) où leurs sépultures sont régulièrement honorées par les scouts en visite dans le Pays Perdu.

## Biographie
Né en Lorraine en 1912, il étudie au collège Stanislas à Paris. Il fait alors du scoutisme et devient chef de troupe en 1930 à la 14e Paris, paroisse Sainte-Clotilde. Il fait son service militaire à Sélestat en 1935. C'est là que se dessine sa carrière d'écrivain et qu'il a l'idée de La bande des Ayacks, à partir d'un jeu, puis d'un spectacle de théâtre joué par des Scouts en 1935 : « le Jeu des Ayacks ». À son retour de l'armée, il crée la 131e Paris, attachée à la paroisse Saint-François-Xavier.
Fait prisonnier à Calais, il est envoyé dans l'Oflag IV-D en Saxe à la limite de la Silésie avec notamment Georges Soulès ; il adhère par la suite au Mouvement social révolutionnaire[réf. nécessaire]. Il intègre ensuite la mission Bruneton et accompagne et encadre les jeunes issus des Chantiers de Jeunesse requis en Allemagne dans le cadre du service du travail obligatoire . À la fin de la guerre, pris dans le bombardement de Dresde, il s'évade et se réfugie dans les forêts autour de Dresde, fuyant les Allemands, puis les Russes, et est finalement recueilli par les Américains. Il tirera de cet épisode certaines parties du Glaive de Cologne. 
Décoré de la croix de guerre 1939-1945, il reprend ses études. Il est diplômé d'un DES de droit, ainsi que de l'École libre des sciences politiques. 
Il renonce à une carrière juridique pour s'engager dans l'écriture : il vivra du journalisme et de ses romans.
En 1945, il devient rédacteur en chef du journal Scout. De 1947 à 1949, il est secrétaire général de la rédaction de France-Magazine. Il commence à s'impliquer dans les éditions Alsatia à partir de 1950, dirigeant une librairie spécialisée pour la jeunesse. Il est  directeur littéraire des éditions Alsatia entre 1960, date à laquelle il s'installe à Besançon, et 1973. La même année 1960, il devient directeur délégué des Dépêches de Besançon puis, à partir de 1974, rédacteur culturel et religieux, à ce journal d'abord, à l'Est républicain ensuite. Intéressé par les idées de la Nouvelle Droite, Jean-Louis Foncine était proche du GRECE, à plusieurs colloques duquel il a participé.
Il a figuré au comité de patronage de Nouvelle École.
Marié, veuf en 2004, Jean-Louis Foncine a eu sept enfants. Dès 1914, sa tante l'avait emmené à Malans pour fuir l'invasion allemande en Lorraine. Il a emprunté son pseudonyme à un village du Haut-Jura, Foncine-le-Haut et Foncine-le-Bas, où il se rendait en vacances dans son enfance. 

## Thèmes majeurs
Ses romans mettent en scène des patrouilles de scouts plongées aux cœur d'aventures extraordinaires, mais aussi des jeunes confrontés aux grands drames du monde contemporain, avec la Résistance (Le Foulard de sang), le drame du nazisme (Les Forts et les Purs). L'œuvre de Jean-Louis Foncine se caractérise par une écriture très poétique, l'importance donnée à la forêt, qui façonne ceux qui la pénètrent, et l'humour qui se dégage de ses jeunes personnages. Directeur littéraire des éditions Alsatia, il a été, avec Serge Dalens, un découvreur de talents. Créateur de la collection « Rubans noirs », il a abordé, souvent avec audace, les sujets les plus brûlants : barbarie nazie, terreur communiste, génocides en tous genres, bien en avance sur ce qui se publiait à l'époque[réf. nécessaire]. Ses romans, portés d'abord par l'essor du scoutisme, ont connu un immense succès dans les années 1930 à 1970. Succès jamais démenti par la suite puisque la tétralogie du « Pays perdu », reprise par France loisirs en 1986-87, a été vendue à 180 000 exemplaires.
Il accorda sa dernière interview en 2004 au site Jeux de Piste.com.
Jean-Louis Foncine meurt le 29 janvier 2005 dans le 15e arrondissement de Paris, à l'âge de 92 ans.

## Œuvres
- Chroniques du pays perdu (également parues en bandes-dessinées aux éditions du Lombard) :

1. La Bande des Ayacks, Signe de piste, 1938[13] ;
2. Le Relais de la Chance au Roy, Signe de piste, 1941 ;
3. La forêt qui n'en finit pas, Signe de piste, 1949 ;
4. Le Foulard de Sang, Signe de piste, 1946.

- Les Forts et les Purs, Signe de piste, 1951.
- Le Glaive de Cologne, Signe de piste, 1954.
- La Caverne aux épaves, Signe de piste, 1958, réédition Élor.
- Les Canards sauvages, Nouveau Signe de piste, 1979.
- Le Trésor de la Sonora, Signe de piste, 1966, sous le pseudonyme de Charles Vaudémont, réédition Carrick.
- Contes des pays perdus, Signe de piste, 1993, réédition Élor.

En collaboration avec Serge Dalens :
- Le Jeu sans frontières, Signe de piste, 1947 ;
- Les Fils de Christian, Nouveau Signe de piste, 1977 ;
- Les Enquêtes du chat-tigre, sous le pseudonyme de Mik Fondal (Foncine et Dalens) :

1. L'Auberge des Trois Guépards, Signe de piste, 1956,
2. Les Galapiats de la rue Haute, Signe de piste, 1957 paru aux éditions du Lombard en bande dessinée en 1991,
3. L'Assassinat du duc de Guise, Signe de piste, 1957,
4. Pas de chewing-gum pour Pataugas, Signe de piste, 1957,
5. Le Piano des princes Darnakine, Signe de piste, 1958,
6. La Bible de Chambertin (avec Jean-François Bazin), Signe de piste, 1959,
7. La D.S. de Creil, Signe de piste, 1961,
8. Télémik ou le Crime de Mitou (avec Bruno Saint-Hill), Signe de piste, 1962,
9. La Guêpe et les Frelons, Signe de piste, 1969,
10. Panique sur la Butte, Nouveau Signe de piste, 1975,
11. Versailles-Vougeot ou l'Affaire de Larches, Nouveau Signe de piste, 1983,
12. Mik et la Pierre du soleil, Nouveau Signe de piste, 1987,
13. L'Affaire Marmouset, Coureur d'aventure, 2000.

En collaboration avec Antoine de Briclau :
- Le Lys éclaboussé, Fleurus, 1992.

En collaboration avec Jean-François Pays :
- Hier, la liberté, Nouveau Signe de piste, 1976 (épuisé).

Hors collection :
- Scouts du monde entier, éd. Bias, 1955, réédition Elor ;
- Entracte : Chronique d'une jeunesse, Nouveau Signe de piste, 1981 (épuisé) ;
- Un si long orage, chronique d'une jeunesse ;
  - 1. Les Enfants trahis, édition du Héron, 1995 ;
  - 2. Les Eaux vertes de la Flöha, édition du Héron, 1995.

## Distinctions
- : Croix de Guerre 1939-1945